# Powiat dębicki
Powiat dębicki – powiat w Polsce (województwo podkarpackie), utworzony w 1999 roku w ramach reformy administracyjnej. Jego siedzibą jest miasto Dębica. Leży w pasie trzech powiatów (mieleckiego, jasielskiego oraz dębickiego).
Powiat zajmuje łączny obszar 4,3% powierzchni województwa. Zamieszkuje go 6,2% ludności województwa, w tym 64 981 mężczyzn i 68 083 kobiety, a stolicę powiatu 46 557 osób (stan na 31 grudnia 1998 r.).
Przez teren powiatu przebiega autostrada A4 (międzynarodowa droga E40), droga krajowa nr 94, droga krajowa nr 73, droga wojewódzka nr 985 oraz niewielki fragment drogi wojewódzkiej nr 984.
Przez teren powiatu przebiegają również linie kolejowe nr 91 (Kraków Główny–Medyka) oraz nr 25 (Łódź Kaliska–Dębica).
Według danych z 31 grudnia 2019 roku powiat zamieszkiwało 135 299 osób. Natomiast według danych z 30 czerwca 2020 roku powiat zamieszkiwały 135 282 osoby.

## Podział administracyjny
W skład powiatu wchodzą:
- gminy miejskie: Dębica
- gminy miejsko-wiejskie: Brzostek, Pilzno
- gminy wiejskie: Czarna, Dębica, Jodłowa, Żyraków
- miasta: Brzostek, Dębica, Pilzno

## Demografia

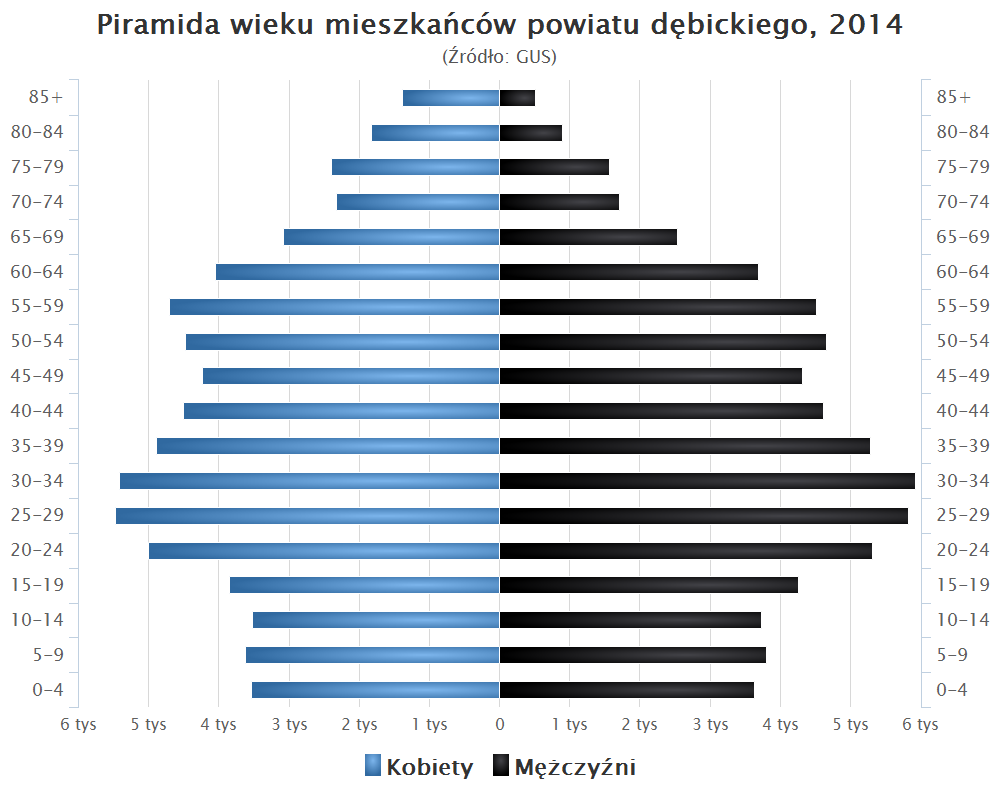
Piramida wieku mieszkańców powiatu dębickiego w 2014 roku

Liczba ludności (dane z 30 czerwca 2005):
|        | Ogółem  | Ogółem | Kobiety | Kobiety | Mężczyźni | Mężczyźni |
| osób   | %       | osób   | %       | osób    | %         |           |
| ------ | ------- | ------ | ------- | ------- | --------- | --------- |
| Ogółem | 132 429 | 100    | 66 980  | 50,58   | 65 449    | 49,42     |
| Miasto | 51 549  | 38,93  | 26 518  | 20,02   | 25 031    | 18,90     |
| Wieś   | 80 880  | 61,07  | 40 462  | 30,55   | 40 418    | 30,52     |

▶Wieś vs ▶miasto
Ogółem (▶k, ▶m)
Miasto (▶k, ▶m)
Wieś (▶k, ▶m)

## Religia
- Kościół rzymskokatolicki: 24 parafii
- Polski Narodowy Katolicki Kościół w RP: 1 diaspora
- Świadkowie Jehowy: dwa zbory[5].

## Starostowie dębiccy
- Tadeusz Kamiński (1999–2001) (AWS)
- Czesław Kubek (2001–2002) (AWS)
- Stanisław Chmura (2002–2006)
- Władysław Bielawa (2006–2014) (PiS)
- Andrzej Reguła (2014–2018) (PSL)
- Piotr Chęciek (od 2018) (PiS)

## Sąsiednie powiaty
- powiat mielecki
- powiat ropczycko-sędziszowski
- powiat strzyżowski
- powiat jasielski
- powiat tarnowski (małopolskie)
- powiat dąbrowski (małopolskie)